# Medaillespiegel van de Paralympische Zomerspelen 1960
Op de Paralympische Zomerspelen 1960 in Rome werden op alle onderdelen gouden, zilveren en bronzen medailles uitgereikt. In de tabel op deze pagina staat de medaillespiegel.
Het IPC stelt officieel geen medaillespiegel op, maar geeft desondanks een medailletabel ter informatie. In de spiegel wordt eerst gekeken naar het aantal gouden medailles, vervolgens de zilveren medailles en tot slot de bronzen medailles.

## Medaillespiegel
In de tabel heeft het gastland een blauwe achtergrond.
| Plaats | Land                     | NOC    | Goud | Zilver | Brons | Totaal |
| ------ | ------------------------ | ------ | ---- | ------ | ----- | ------ |
| 1      | Italië                   | ITA    | 29   | 28     | 23    | 80     |
| 2      | Groot-Brittannië         | GBR    | 20   | 15     | 20    | 55     |
| 3      | Bondsrepubliek Duitsland | FRG    | 15   | 6      | 9     | 30     |
| 4      | Oostenrijk               | AUT    | 11   | 8      | 11    | 30     |
| 5      | Verenigde Staten         | USA    | 11   | 7      | 7     | 25     |
| 6      | Noorwegen                | NOR    | 9    | 3      | 4     | 16     |
| 7      | Australië                | AUS    | 3    | 6      | 1     | 10     |
| 8      | Nederland                | NED    | 3    | 6      | 0     | 9      |
| 9      | Frankrijk                | FRA    | 3    | 3      | 1     | 7      |
| 10     | Argentinië               | ARG    | 2    | 3      | 1     | 6      |
| 11     | Rhodesië                 | RHO    | 2    | 1      | 2     | 5      |
| 12     | Ierland                  | IRL    | 2    | 0      | 0     | 2      |
| 13     | Zwitserland              | SUI    | 1    | 3      | 0     | 4      |
| 14     | België                   | BEL    | 1    | 1      | 1     | 3      |
| 15     | Finland                  | FIN    | 1    | 0      | 0     | 1      |
| 16     | Israël                   | ISR    | 0    | 2      | 2     | 4      |
| 16     | Malta                    | MLT    | 0    | 2      | 2     | 4      |
| Totaal | Totaal                   | Totaal | 113  | 94     | 84    | 291    |

Medaillespiegel Zomerspelen

1960 · 1964 · 1968 · 1972 · 1976 · 1980 · 1984 · 1988 · 1992 · 1996 · 2000 · 2004 · 2008 · 2012 · 2016 · 2020

Medaillespiegel Winterspelen

1976 · 1980 · 1984 · 1988 · 1992 · 1994 · 1998 · 2002 · 2006 · 2010 · 2014 · 2018